# Calotes andamanensis
Calotes andamanensis là một loài thằn lằn trong họ Agamidae. Loài này được Boulenger mô tả khoa học đầu tiên năm 1891.